# Ligdus garvale
Espèce
Ligdus garvale est une espèce d'araignées aranéomorphes de la famille des Salticidae.

## Distribution
Cette espèce est endémique du Karnāṭaka en Inde,. Elle se rencontre dans le district de Kodagu.

## Description
Le mâle holotype mesure 4,65 mm.

## Systématique et taxinomie
Cette espèce a été décrite par Caleb en 2024.

## Étymologie
Son nom d'espèce lui a été donné en référence au lieu de sa découverte, Garvale.

## Publication originale
(mai 2024).
- Caleb, Shree, Kumar & Abhijith, 2024 : « Reviving Ligdus Thorell, 1895: description of a new species from India, 129 years since the establishment of the genus (Araneae: Salticidae: Ballini). » Zootaxa, no 5448(3), p. 446-450.